# 白耳兵
白耳兵または白毦兵（はくじへい）は、後漢末期から三国時代の蜀漢皇帝劉備の親衛隊または精鋭部隊である。蜀漢の丞相の諸葛亮には西方上兵と呼ばれていた。

## 白耳兵
223年（章武3年）、夷陵の戦いに敗れた劉備が白帝城に逃れた際、追撃する呉軍が突如撤退したのは白耳兵の働きによるものとする説がある。
226年（建興4年）、陳到が永安都督及び征西将軍に任じられた際、その指揮官に任じられ、李厳を支援した。